# António Maria do Couto
António Maria do Couto (Lisboa, 1778 — 16 de agosto de 1843), filho de Verissimo José do Couto, foi um escritor português, professor régio de gramática latina e de língua grega.

## Obras
- Memorias sobre a vida de Manoel Maria de Barbosa du Bocage (1806)
- Memorias sobre a má politica do ministerio francez em Portugal, nos annos de 1807, e 1808 (1808)
- Relação histórica da revolução do Algarve contra os Francezes (1809)
- Carta sobre a origem e effeitos do Sebastianismo (1810)
- Os novelleiros do caes do Sodré (1811)
- Exame critico do Motim litterario de José Agostinho de Macedo (1811)
- Delirios de Napoleão, e travessuras de Champagny: Scena jocosa (1811)
- Prospecto das vistas hostís de Bonaparte sobre o imperio da Russia (1811)
- Interrogatorio capital do General Massena: sendo Bonaparte o inqueredor, e Champagny o escrevente (1811)
- O fadario do general Marmont, ou Consolação aos Portuguezes no meio dos seus triunfos, para desterrar os sustos de nova oppressão (1811)
- A barca dos banhos: primeira carta de prevenção, enoticia a hum amigo, que pedia a outro lhe désse huma ideia da tão celebrada barca dos banhos (1811)
- Resumo historico das diversas invasões que a França tem feito pela Europa, desde a revolução: confrontadas com a ultima invasão da Peninsula, segundo o estilo do celebre Goodloe Harper (1811)
- O Doutor Halliday em Lisboa impugnado até á evidencia: carta (1812)
- Breve analyse do novo poema que se intitula Oriente (1815) [2]
- Regras da Oratoria da Cadeira: applicadas a huma oração de José Agostinho, recitada em S. Julião a 22 de junho de 1814 (1815)
- A Materialeira: discurso em que o professor regio Antonio Maria do Couto desfia hum dialogo com o grave titulo de Miseria, que Macedo em hum accesso de frenetico delirio compuzera contra Couto (1815) [3]
- Manifesto critico, analytico, e apologetico: em que se defende o insigne vate Luiz de Camõs, da mordacidade do discurso preliminar, que precede ao poema Oriente; e se demonstrão os infinitos erros do mesmo poema (1815) [4]
- Monte Pio dos medicos, cirurgiões, e boticarios de Paris (1819)
- Batrachomyomachia ou Guerra dos Ratos e das Rãas: Poemeto Heroe-Comico (1835)[5][6]
- Biographia de José Agostinho de Macedo (1841)
- Diccionário da maior parte dos termos homónymos, e equívocos da lingua portugueza (1842) [7]